# Hamburger Concerto
| Оценки критиков | Оценки критиков |
| Источник        | Оценка          |
| --------------- | --------------- |
| Allmusic        | [ 1 ]           |

Hamburger Concerto — четвёртый студийный альбом голландской прог-рок-группы Focus. Альбом был выпущен в 1974 году и достиг 20-го места в чартах Великобритании. Заглавный трек основан на «Вариациях на тему Гайдна» Иоганнеса Брамса.

## Список композиций

### Сторона 1
1. «Delitae Musicae» (Ян Аккерман) — 1:13
2. «Harem Scarem» (Тийс ван Лейр) — 5:50
3. «La Cathedrale de Strasbourg» (Тийс ван Лейр) — 5:00
4. «Birth» (Ян Аккерман) — 7:45

### Сторона 2
1. «Hamburger Concerto» — 20:18
  - «Starter» (Тийс ван Лейр)
  - «Rare» (Ян Аккерман)
  - «Medium I» (Тийс ван Лейр)
  - «Medium II» (Ян Аккерман)
  - «Well Done» (Тийс ван Лейр)
  - «One for the Road» (Ян Аккерман)

#### Бонус-трек CD
1. «Early Birth» (Ян Аккерман) — (2:54)

## Участники записи
- Тийс Ван Лейр — орган, флейта, фортепиано, клавесин, синтезатор Муга, синтезатор ARP, блокфлейта, меллотрон
- Ян Аккерман — гитара
- Берт Рюитер — бас-гитара
- Колин Аллен — ударные